# Eleni Ioannou
Eleni Ioannou (řecky Ελένη Ιωάννου; 13. ledna 1984 Athény – 24. srpna 2004 Athény) byla řecká mistryně a bronzová medailistka v judu a členka řecké reprezentace.
Jako závodnice Judo klubu Nea Philadelphia vyhrála třikrát řecký šampionát (2001, 2002, 2003) v kategorii nad 78 kg. V roce 2002 získala bronzovou medaili na Balkánských hrách mládeže v Komotini.
Připravovala se na účast na letních olympijských hrách 2004.
Dne 7. srpna 2004 vyskočila ze třetího patra obytného domu. V kritickém stavu ležela v nemocnici po dobu 17 dní, poté zemřela.
K sebevraždě došlo krátce po hádce s partnerem Georgem Chrysostomidisem. Dne 9. srpna i on skočil ze stejného balkonu, pád však přežil.